# Sheridan Le Fanu
Joseph Thomas Sheridan Le Fanu (28 d'agost de 1814 – 7 de febrer de 1873) va ser un escriptor irlandès de contes i novel·les de misteri. Les seves històries de fantasmes representen un dels primers exemples del gènere de terror en la seva forma moderna o victoriana, en el qual, com en el seu relat Schalken el pintor, no sempre triomfa la virtut ni s'ofereix una explicació senzilla dels fenòmens sobrenaturals.
Sheridan Le Fanu va néixer a Dublín en el si d'una família acomodada d'orígens hugonots. La seva àvia, Alice Sheridan Le Fanu, i el fill d'aquesta, Richard Brinsley Sheridan van ser dramaturgs, i la seva neboda, Rhoda Broughton, va ser una novel·lista d'èxit.
Va estudiar Dret en el Trinity College de Dublín, on va ser nomenat auditor de la Societat Històrica. Malgrat tot a Le Fanu no li interessaven les lleis i es va passar al periodisme. A partir d'aquest moment i fins a la seva mort va publicar multitud de relats. Des de 1861 fins a 1869, va treballar al Dublin University Magazine, que va publicar molts dels seus treballs per lliuraments. Va ser membre de la redacció de diversos periòdics, incloent-hi el ja esmentat Dublin University Magazine i el Dublin Evening Mail, fins a la seva mort, que es va produir a la ciutat que el va veure néixer, Dublín, el 7 de febrer de 1873.

## Obres

### Obres destacades
- Uncle Silas (1864)
- In a Glass Darkly (1872)

### Obres traduïdes al català
- Te verd (traducció de Roser Berdagué). Editorial Laertes, 2000
- Carmilla (amb pròleg de Julià Guillamon i traducció de Roser Berdagué). Editorial Laertes, 1998, 5.ª ed.
- Carmilla. Traducció de Carme Camacho. Girona: Ela Geminada, 2024.